# 満願寺城
満願寺城（まんがんじじょう）は、島根県松江市西浜佐陀町にあった日本の城。

## 概要
宍道湖畔の丘陵端に位置するが、戦国時代当時、城域の北側には佐田水海が広がっており、三面を水に洗われる要害であった。毛利元就の出雲侵攻に際し、湯原氏は毛利氏に降り、満願寺に拠った湯原氏は宍道湖の制海権の把握に努めた。元亀元年（1570年）、尼子氏残党の蜂起に加わった奈佐日本之助が一時入城したが、天正元年吉川元春に攻められ再び毛利氏に帰した。

## 沿革
- 大永元年（1521年）、湯原氏により築城。
- 永禄5年（1562年）、毛利氏の出雲侵攻を受けて湯原氏は毛利氏に降り、毛利氏の支配下に置かれた。
- 1570年（元亀元年）、尼子氏残党奈佐日本之介に落とされる。
- 1573年（天正元年）、奈佐氏が毛利氏に降り、再び毛利氏が入城した。